# Elina Svitolina
Elina Mykhaylivna Svitolina (tiếng Ukraina: Еліна Світоліна, phát âm [ɛˈlʲinɑ sβiˈtɔlʲinɑ]; sinh ngày 12 tháng 9 năm 1994) là một vận động viên quần vợt chuyên nghiệp người Ukraina. Lên chuyên nghiệp vào năm 2010, cô có thứ hạng đánh đơn cao nhất là vị trí số 3 vào ngày 11 tháng 9 năm 2017.
Svitolina đã giành được 13 danh hiệu đơn WTA, trong đó có danh hiệu WTA Finals 2018, ngoài ra còn có 3 trong 5 danh hiệu Premier 5 vào năm 2017, cụ thể là Dubai Tennis Championships, Internazionali BNL d'Italia, và Giải quần vợt Canada Mở rộng. Tại Giải quần vợt Pháp Mở rộng 2015, cô đã lần đầu tiên vào vòng tứ kết giải Grand Slam sau khi đánh bại cựu vô địch Ana Ivanovic. Vào tháng 2 năm 2017, sau khi giành được danh hiệu ở Dubai, Svitolina trở thành tay vợt nữ người Ukraina đầu tiên vào top 10.
Trong sự nghiệp, Svitolina đã từng đánh bại nhiều tay vợt vô địch Grand Slam như Ivanovic, Serena Williams, Venus Williams, Angelique Kerber, Garbiñe Muguruza, Caroline Wozniacki, Simona Halep, Naomi Osaka, Petra Kvitová, Svetlana Kuznetsova, Francesca Schiavone, Flavia Pennetta và Sloane Stephens. Cô đánh bại tay vợt nằm trong top 10 đầu tiên là Kvitová tại Cincinnati Masters 2014, sau đó cô lần đầu tiên vào vòng tứ kết tại giải Premier 5. Cô cũng đã 6 lần giành chiến thắng trước các tay vợt số 1 thế giới, ba lần trước Kerber, hai lần trước Simona Halep và một lần trước Serena Williams. Ở đôi, Svitolina đã giành được 2 danh hiệu, cả hai đều tại İstanbul Cup, vào năm 2014 và năm 2015. Thứ hạng đánh đôi cao nhất của cô là vị trí số 108, vào ngày 4 tháng 5 năm 2015.

## Thời thơ ấu
Svitolina sinh ra ở Odessa, có bố là Mikhaylo Svitolin (một cựu võ sĩ đấu vật) và mẹ là Olena Svitolina (một cựu vận động viên cờ đam). Cô có một người anh trai tên là Yulian. Khi còn là một đứa trẻ, Elina thấy anh trai cô đã được chú ý rất nhiều vì anh đang chơi quần vợt. Điều này đã truyền cảm hứng cho cô đến với môn thể thao này để lấy lại sự chú ý của cha mình. She bắt đầu tập quần vợt khi cô 5 tuổi. Svitolina và gia đình cô chuyển đến Kharkiv khi cô 13 tuổi, sau khi doanh nhân Yuriy Sapronov trở thành nhà tài trợ của cô. Sapronov đã thấy cô chơi tại một trong những giải đấu dành cho trẻ em của anh khi cô 12 tuổi và rất ấn tượng, dẫn đến sự đầu tư của anh vào việc đào tạo và phát triển chuyên môn cho cô.
Svitolina vẫn đang sống ở Kharkiv; tuy nhiên, cô tập luyện ở nước ngoài, điều này hạn chế sự hiện diện của cô ở Odessa và/hoặc Kharkiv. Cô chia sẻ rằng trong sự nghiệp đầu đời của mình, cô đã từ chối đề nghị thay đổi quốc tịch của mình để đổi lấy "khoản tiền lớn về tài chính".

## Sự nghiệp

### Đầu sự nghiệp
Thành tích tốt nhất của Svitolina trong sự nghiệp trẻ là chức vô địch nội dung đơn nữ trẻ Giải quần vợt Pháp Mở rộng 2010, đánh bại tay vợt người Tunisia Ons Jabeur trong trận chung kết. Cô lần đầu tiên vào trận chung kết đơn chuyên nghiệp tại giải đấu $25,000 ở Kharkiv vào tháng 5 năm 2010. Svitolina cũng vào chung kết nội dung đơn nữ trẻ Giải quần vợt Wimbledon 2012, nhưng thua trước Eugenie Bouchard. Svitolina vượt qua vòng loại Giải quần vợt Mỹ Mở rộng 2012. Cô thất bại ở vòng 1 trước hạt giống số 12 của giải đấu là Ana Ivanovic. Cô giành được danh hiệu WTA 125K đầu tiên tại giải Royal Indian Open ở Pune, đánh bại Andreja Klepač, Rutuja Bhosale, Luksika Kumkhum, cựu tay vợt trong top 10 Andrea Petkovic, và tay vợt người Nhật Bản Kimiko Date-Krumm trong trận chung kết.

### 2013: Danh hiệu WTA đầu tiên
Svitolina tham dự Giải quần vợt Úc Mở rộng, cô thất bại trước hạt giống số 5 Angelique Kerber ở vòng 1. Cô giành được danh hiệu WTA đầu tiên tại Baku Cup sau khi đánh bại Shahar Pe'er; với chức vô địch này, Svitolina trở thành thiếu niên đầu tiên vô địch 1 giải đấu WTA kể từ tháng 2 năm 2012. Chức vô địch đó cũng giúp cô tăng thêm 32 bậc trên bảng xếp hạng WTA, đứng thứ 49 trên thế giới vào ngày 29 tháng 7 năm 2013.

### 2014: Tăng dần, danh hiệu WTA thứ 2
Tại Giải quần vợt Úc Mở rộng, Svitolina đánh bại nhà vô địch Grand Slam 2 lần và 3 lần tứ kết Úc Mở rộng Svetlana Kuznetsova ở vòng 1 sau 2 set đấu. Cô sau đó vào vòng 3, thua trước Sloane Stephens sau 2 set đấu.
Sau khi bảo vệ thành công danh hiệu Baku Cup bằng chiến thắng trước Bojana Jovanovski trong trận chung kết, Svitolina tham dự giải Western & Southern Open khi cô thắng tay vợt trong top 10 đầu tiên trong sự nghiệp, đánh bại nhà vô địch Wimbledon Petra Kvitová ở vòng 2. Cô sau đó vào vòng tứ kết, thua trước Ana Ivanovic sau 2 set đấu.
Svitolina lần đầu tiên vào vòng bán kết giải Premier-5 ở Vũ Hán trong lần đầu tiên giải đấu được tổ chức, đánh bại Camila Giorgi, Sabine Lisicki, Garbiñe Muguruza, và Angelique Kerber trước khi thất bại trước Petra Kvitová ở vòng bán kết.

### 2015: Tứ kết Grand Slam đầu tiên và top 20

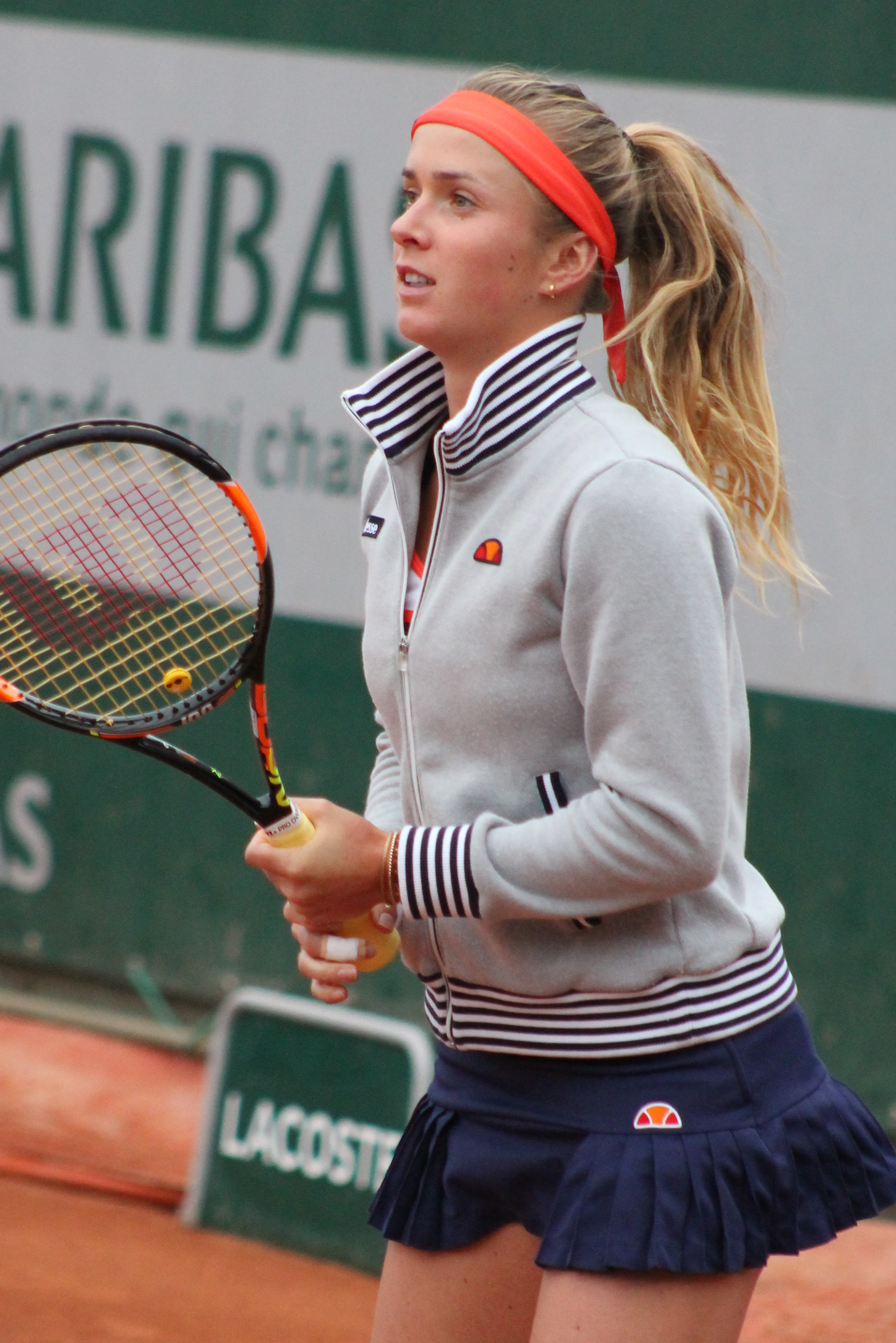
Svitolina tại Giải quần vợt Pháp Mở rộng 2015

Cô bắt đầu mùa giải mới tại Brisbane International khi cô vào vòng bán kết trước khi thua trước Maria Sharapova. Tại Giải quần vợt Úc Mở rộng, Svitolina vào vòng 3, thắng set đầu tiên trước tay vợt số 1 thế giới và nhà vô địch sau đó Serena Williams trước khi thua 2 set sau đó. Cô vào vòng 2 ở Dubai và Doha, thua sau 3 set trước Petra Kvitová và Victoria Azarenka.
Là hạt giống số 23 tại Indian Wells, cô đánh bại Alison Van Uytvanck và Lucie Šafářová, trước khi thua ở vòng 4 trước Timea Bacsinszky. Tại Miami, cô đánh bại Bojana Jovanovski, trước khi thua ở vòng 3 trước hạt giống số 8 Ekaterina Makarova. Là hạt giống số 1 lần đầu tiên tại Bogotá, Svitolina vào vòng bán kết, đánh bại Louisa Chirico, Danka Kovinić và Irina Falconi, trước khi thất bại trước nhà vô địch sau đó Teliana Pereira.
Cô bắt đầu mùa giải sân đất nện với danh hiệu thứ 3 trong sự nghiệp và alafn đầu trên sân đất nện ở Marrakech, thắng Tímea Babos sau 2 set đấu. Chức vô địch này giúp cô lên vị trí số 21. Cô cũng vào vòng bán kết tại nội dung đôi với Olga Savchuk. Tại Madrid, sau khi thắng dễ trước Daniela Hantuchová, Svitolina lần thứ 6 trong sự nghiệp thua trước Ana Ivanovic. Tại Rome, cô đánh bại Flavia Pennetta sau 2 set đấu trước khi thua trước Venus Williams.
Tại Giải quần vợt Pháp Mở rộng, sau khi đánh bại Yanina Wickmayer ở vòng 1, Svitolina đánh bại Yulia Putintseva ở vòng 2 sau 3 tiếng. Cô tiép tục thắng Annika Beck ở vòng 3, trước khi Svitolina đánh bại Alizé Cornet ở vòng 4 và gặp Ana Ivanovic ở vòng tứ kết. Cô một lần nữa thua trước Ivanovic sau 2 set đấu. Svitolina lên vị trí số 17 sau giải đấu, vượt qua Alona Bondarenko để trở thành tay vợt nữ Ukraina có vị trí cao nhất, bao gồm cả những tay vợt nữ Ukraina từng thi đấu cho Liên Xô.
Svitolina bắt đầu mùa giải sân cỏ tại Eastbourne khi cô bị loại ở vòng 2 trước Heather Watson. Là hạt giống số 17 tại giải Wimbledon, cô đánh bại Misaki Doi, người đã đánh bại cô tại giải đấu này năm trước, trước khi thất bại trước tay vợt người Úc Casey Dellacqua. Mặc dù thua ở vòng 1 tại İstanbul trước Magdaléna Rybáriková, Svitolina đã bảo vệ thành công danh hiệu tại nội dung dôi, với Daria Gavrilova.
Cô bắt đầu mùa giải sân cứng tại Mỹ ở Stanford, thua sau 2 set trước nhà vô địch sau đó Angelique Kerber. Tại Rogers Cup, Svitolina thua ở vòng 1 trước Victoria Azarenka. Tại Cincinnati, cô đánh bại Alison Riske, Eugenie Bouchard và Caroline Garcia để vào vòng tứ kết, trước khi đánh bại Lucie Šafářová lần thứ 2 trong năm và lần thứ 2 vào vòng bán kết giải Premier-5, khi cô thất bại trước Serena Williams. Svitolina chuẩn bị cho Giải quần vợt Mỹ Mở rộng ở New Haven, khi cô bỏ cuộc trong trận đấu vòng 1 với Madison Keys. Cô vào vòng 3 tại Giải quần vợt Mỹ Mở rộng, đánh bại Elizaveta Kulichkova và Kaia Kanepi, trước khi thua trước hạt giống số 13 Ekaterina Makarova lần thứ 3 trong năm.
Cô bắt đầu mùa giải sân cứng tại châu Á ở Tokyo, khi cô thua ở vòng 2 trước nhà vô địch sau đó Agnieszka Radwańska. Tại Vũ Hán, cô thua ở vòng 3 trước Karolína Plíšková. Tại Bắc Kinh, cô thua ở vòng 2 trước Anastasia Pavlyuchenkova, và vòng 1 tại Thiên Tân trước Elena Vesnina.
Trong cuối mùa giải, Svitolina tham dự giải WTA Elite Trophy ở Châu Hải và được xếp loại hạt giống số 8. Nằm tại Bảng B với Carla Suárez Navarro và Andrea Petkovic. Svitolina thắng cả hai trận đấu, vào vòng bán kết và thất bại trước Karolína Plíšková. Trận đấu cuối cùng trong mùa giải của cô là trận đấu với Pauline Parmentier ở vòng 1 tại giải 125K ở Limoges, khi cô thua ở set cuối trong loạt tiebreak.

### 2016: Thứ hạng tăng, tứ kết Olympic

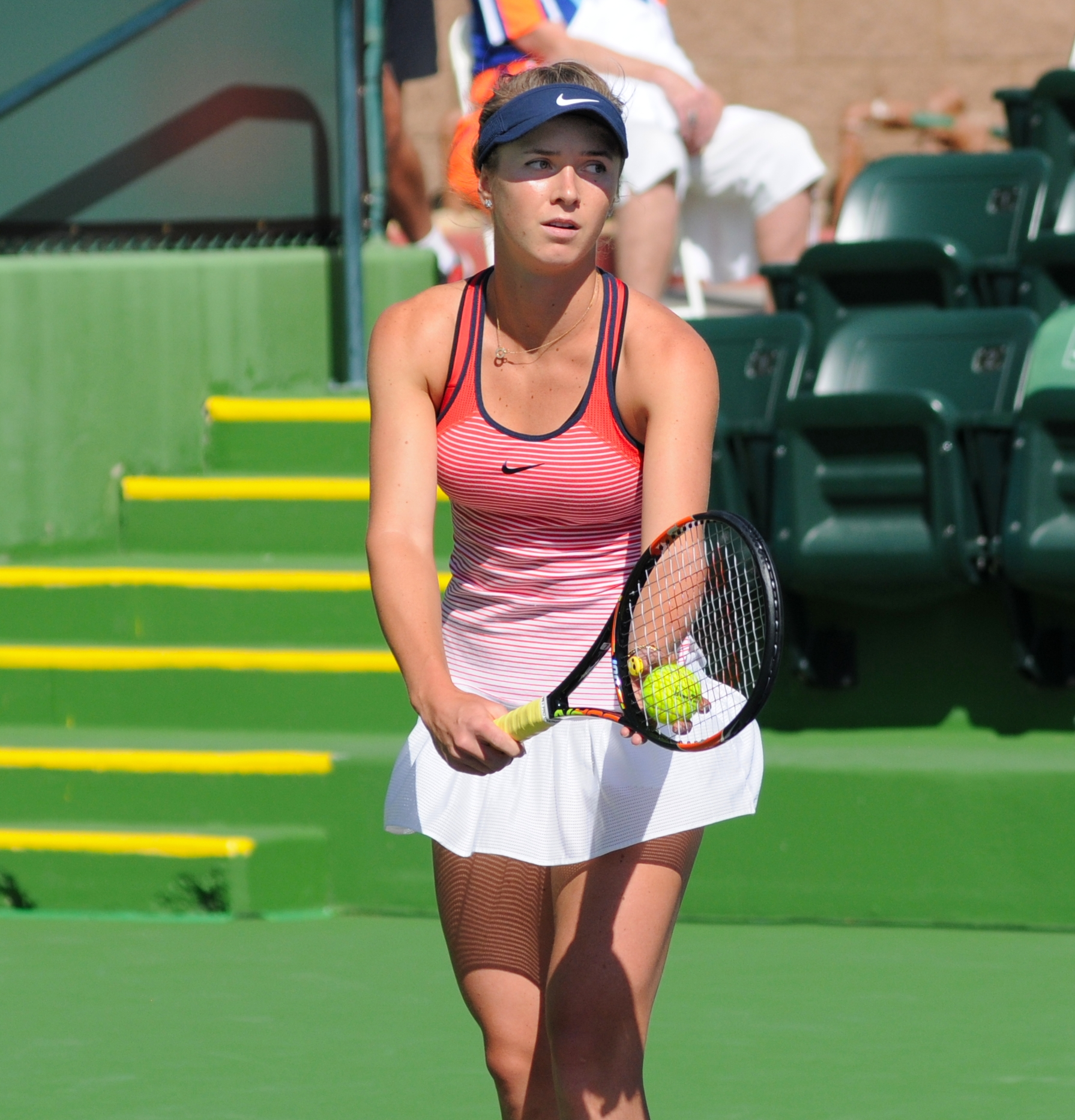
Svitolina tại BNP Paribas Open 2016

Svitolina bắt đầu mùa giải mới tại Hopman Cup, đại diện cho Ukraina với Alexandr Dolgopolov. She không thua trận đấu đơn nào trong vòng bảng, đánh bại Victoria Duval, Karolína Plíšková, và Jarmila Wolfe. Svitolina và Dolgopolov đứng đầu bảng đấu, và vào vòng chung kết, trước khi thua trước đôi Úc Nick Kyrgios và Daria Gavrilova với tỷ số 2–0, và Svitolina thua trong trận đấu đơn của cô sau 2 set. Tại giải Sydney International, Svitolina thua ở vòng 1 trước Angelique Kerber. Tại Melbourne, cô đánh bại Victoria Duval sau 2 set đấu, trước khi thua trước tay vợt vượt qua vòng loại Naomi Osaka ở vòng 2.
Trong giải đấu đầu tiên được Justine Henin làm huấn luyện viên, Svitolina vào vòng bán kết tại Dubai, đánh bại tay vợt vượt qua vòng loại Jana Čepelová, thắng tay vợt trong top-10 Garbiñe Muguruza, và CoCo Vandeweghe sau 3 set, trước khi thua trước nhà vô địch sau đó Sara Errani. Svitolina sau đó thua ở vòng 1 tại Doha trước Denisa Allertová.
Giải đấu tiếp theo cô tham dự là Giải quần vợt Malaysia Mở rộng, khi cô đánh bại Miyu Kato, Risa Ozaki, Kristína Kučová, và Zhu Lin để lọt vào vòng chung kết và thắng Eugenie Bouchard để có được danh hiệu WTA thứ 4. Chiến thắng này giúp cô duy trì thành tích tốt của mình trong trận chung kết WTA, cũng như lên vị trí số 14.
Tại BNP Paribas Open ở Indian Wells, hạt giống số 17 Svitolina đánh bại Annika Beck, trước khi thất bại sau 2 set đấu trước hạt giống số 9 Roberta Vinci. Sau đó, tại Miami, sau khi đánh bại Zhang Shuai, Svitolina đã lần đầu tiên trong sự nghiệp của mình thắng 1 tay vợt từng số 1 thế giới, Caroline Wozniacki, sau 3 set đấu ở vòng 3. Svitolina sau đó thua ở vòng 4 trước Ekaterina Makarova.
Svitolina bắt đầu mùa giải sân đất nện với trận thua trước Alexandra Panova tại Bogotá, sau đó thua ở vòng 2 trước Daria Gavrilova tại Madrid, và vòng 1 trước tay vợt vượt qua vòng loại Monica Puig ở Rome. Tại Giải quần vợt Pháp Mở rộng, Svitolina đánh bại tay vợt vượt qua vòng loại người România Sorana Cîrstea và đặc cách Taylor Townsend trước khi thắng trước cựu số 1 thế giwosi, Ana Ivanovic, sau 2 set đấu. Cô sau đó thua ở vòng 4 trước tay vợt số 1 thế giới, đương kim vô địch Serena Williams.
Tại Birmingham, cô thua ở vòng 1 trước Carla Suárez Navarro. Tại Wimbledon, cô đánh bại Naomi Broady sau 2 set đấu trước khi bị loại bởi Yaroslava Shvedova.
Tại Thế vận hội Mùa hè, Svitolina thắng trước đương kim vô địch và tay vợt số 1 thế giới Serena Williams ở vòng 3 sau 2 set đấu và vào vòng tứ kết. Svitolina thua trước tay vợt đoạt huy chương đồng sau đó, Petra Kvitová.
Cô bắt đầu mùa giải sân cứng tại Mỹ ở Montréal, thua trước Angelique Kerber ở vòng 3. Sau khi thất bại trước Daria Gavrilova tại Cincinnati, cô tham dự New Haven, vào trận chung kết trước khi thua trước Agnieszka Radwańska. Tại Giải quần vợt Mỹ Mở rộng, Svitolina vào vòng 3 với chiến thắng trước Mandy Minella và Lauren Davis, tuy nhiên, cô lại thua Petra Kvitová một lần nữa.
Cô bắt đầu mùa giải sân cứng tại châu Á ở Tokyo, khi ở vòng bán kết cô bị đánh bại bởi Naomi Osaka, và tại Bắc Kinh, cô đã lần đầu tiên vào vòng bán kết giải Premier-Mandatory, thua trước nhà vô địch sau đó Agnieszka Radwańska. Kết thúc giải đấu, cô lên vị trí số 15, vị trí cao nhất trong sự nghiệp của cô, và đảm bảo cho cô tham dự tại Châu Hải lần thứ 2. Cô tiếp tục thi đấu tối tại Moscow, khi cô lọt vào vòng bán kết, trước khi thua trước nhà vô địch giải đấu sau đó Svetlana Kuznetsova.
Svitolina được xếp loại hạt giống số 4 tại Châu Hải. Cô đánh bại cả hai đối thủ trong vòng bảng là Kiki Bertens và Elena Vesnina, sau đó thắng hạt giống số 1 của giải Johanna Konta ở vòng bán kết. Trong trận chung kết, cô thất bại trước Kvitová. Svitolina kết thúc mùa giải với vị trí số 14.

### 2017: 3 danh hiệu Premier 5 và top 3

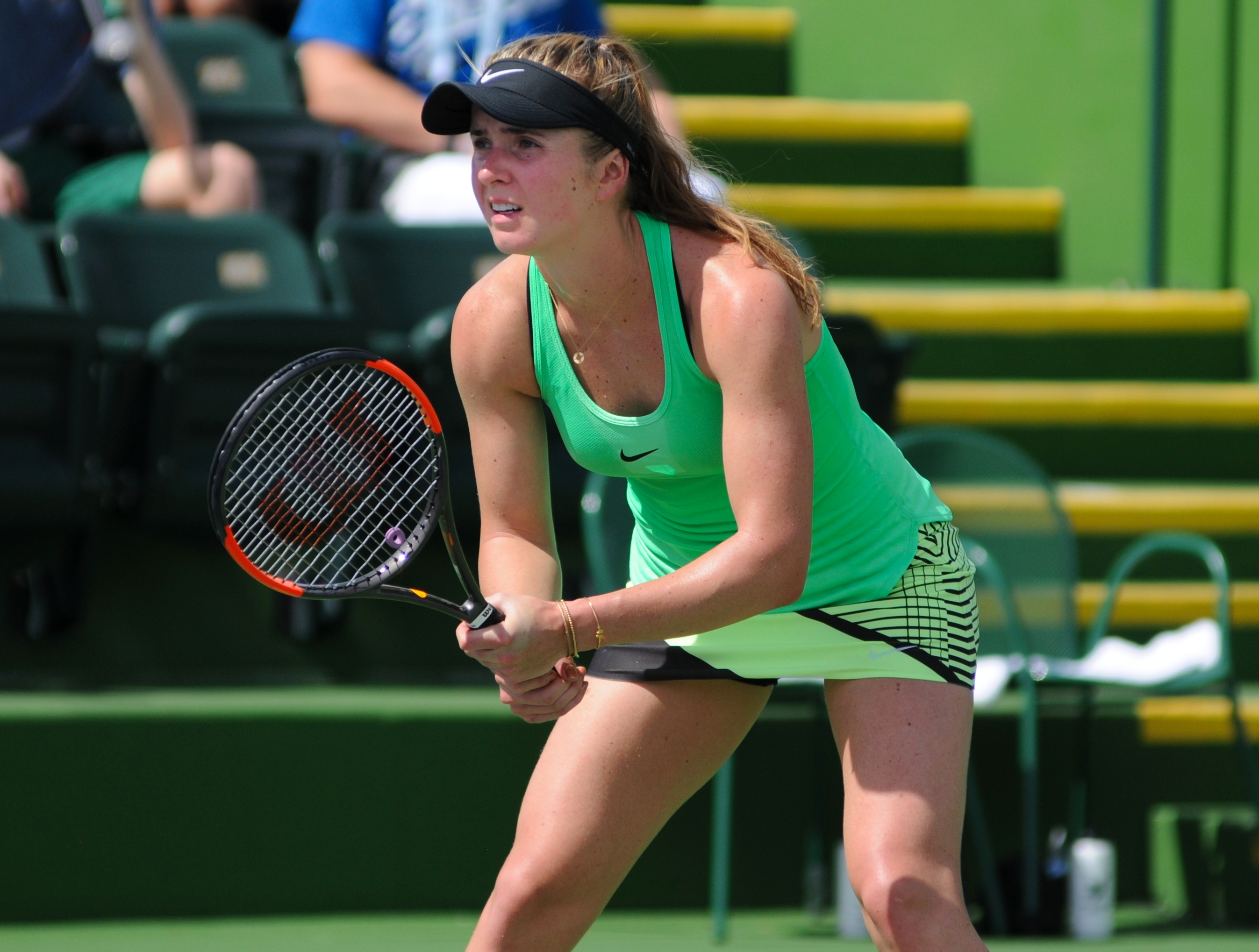
Svitolina tại BNP Paribas Open 2017

Svitolina bắt đầu mùa giải 2017 tại Brisbane, đánh bại tay vợt số 1 thế giới, Angelique Kerber, ở vòng tứ kết, trước khi thua trước nhà vô địch sau đó Karolína Plíšková ở vòng tiếp theo. Trận thắng trước Kerber là trận thắng thứ ba của cô trước một tay vợt số 1 thế giới trong 5 tháng. Svitolina được xếp loại hạt giống số 7 tại Giải quần vợt Úc Mở rộng, hạt giống cao nhất mà cô từng được xếp loại. She vào vòng 3 với các trận thắng trước Galina Voskoboeva và Julia Boserup, trước khi thua trước Anastasia Pavlyuchenkova.
Svitolina giành được danh hiệu thứ 5 trong sự nghiệp tại giải Taiwan Open, đánh bại Peng Shuai trong trận chung kết. Svitolina thi đấu cho Ukraina tại Fed Cup thắng trước Úc, khi cả hai trận đấu đơn cô đều thắng để giúp Ukraine đấu trận play-off với Đức. Svitolina tiếp tục mùa giải của mình tại Dubai, khi cô đánh bại Caroline Wozniacki sau 2 set đấu trong trận chung kết để có được danh hiệu Premier-5 đầu tiên. Chức vô địch này giúp cô lần đầu tiên trong sự nghiệp vào top 10, trở thành tay vợt người Ukraina đầu tiên làm được. Svitolina thua ở vòng 4 tại Indian Wells trước Garbiñe Muguruza, và vòng 2 tại Miami trước Bethanie Mattek-Sands.
Cô bắt đầu mùa giải sân đất nện với chức vô địch tại İstanbul. Mặc dù thất bại trước Zheng Saisai ở vòng 1 tại Madrid, Svitolina sau đó có được danh hiệu Premier-5 thứ 2 trong năm, trong 4 tất cả, tại Rome. Sau khi đánh bại 2 tay vợt trong top-5 là Karolína Plíšková và Garbiñe Muguruza, cô thắng Simona Halep trong trận chung kết, sau 3 set đấu để có được danh hiệu. Danh hiệu này giúp cô lên vị trí số 6 trên bảng xếp hạng đơn, cũng như lên vị trí hàng đầu trong Đường đến Singapore. Cô sau đó tham dự Giải quần vợt Pháp Mở rộng. Svitolina khởi đầu với 3 trận thắng dễ dàng, đánh bại Yaroslava Shvedova, Tsvetana Pironkova và Magda Linette. Svitolina sau đó đánh bại tay vợt vượt qua vòng loại Petra Martić sau 3 set để vào vòng tứ kết. Cô gặp lại Simona Halep. Svitolina thắng set đầu, nhưng lại thua ở 2 set sau.
Tại Wimbledon, cô vào vòng 4, đánh bại đương kim á quân tại Birmingham Ashleigh Barty ở vòng 1. Cô sau dó đánh bại Francesca Schiavone và Carina Witthöft, trước khi thua trước hạt giống số 13 và nhà vô địch Pháp Mở rộng Jeļena Ostapenko sau 2 set đấu.
Danh hiệu thứ 5 trong năm, và thứ 3 tại Premier-5, tại Toronto, khi cô đánh bại 4 tay vợt trong top-10 là Venus Williams, Garbiñe Muguruza, Simona Halep và Caroline Wozniacki. Svitolina sau đó thua ở vòng 3 tại Cincinnati, trước Julia Görges.
Cô tham dự Giải quần vợt Mỹ Mở rộng và nếu vào vòng bán kết thì cô sẽ lần đầu tiên lên vị trí số 1 thế giới. She đánh bại Kateřina Siniaková ở vòng 1 sau 3 set đấu, trước khi thắng dễ dàng trước Evgeniya Rodina và Shelby Rogers để lần đầu tiên vào vòng 4 tại Giải quần vợt Mỹ Mở rộng. Cô sau đó thua trước Madison Keys sau 3 set đấu.
Mặc dù không tham dự nhiều giải đấu trong mùa giải sân cứng tại châu Á, Svitolina vẫn được tham dự giải WTA Finals ở Singapore, trở thành tay vợt người Ukraina đầu tiên làm được. Là hạt giống số 3 tại Bắc Kinh, cô dễ dàng vào vòng tứ kết, đánh bại tay vợt được đặc cách Zhu Lin, thắng Ashleigh Barty và Elena Vesnina. Sau đó, cô bị đánh bại bởi Caroline Garcia sau loạt tie-break ở set 3.
Svitolina nằm ở Bảng Đỏ tại WTA Finals, cùng với Halep, Wozniacki và Caroline Garcia. Mặc dù thắng trận đấu đầu tiên trước tay vợt số 1 thế giới Halep, Svitolina thua cả hai trận đấu còn lại, trong đó có trận thua sau 2 set đấu trước nhà vô địch sau đó Wozniacki, cô kết thúc bảng đấu với vị trí số 3. Svitolina kết thúc năm với vị trí số 6.

### 2018: Vô địch WTA Finals

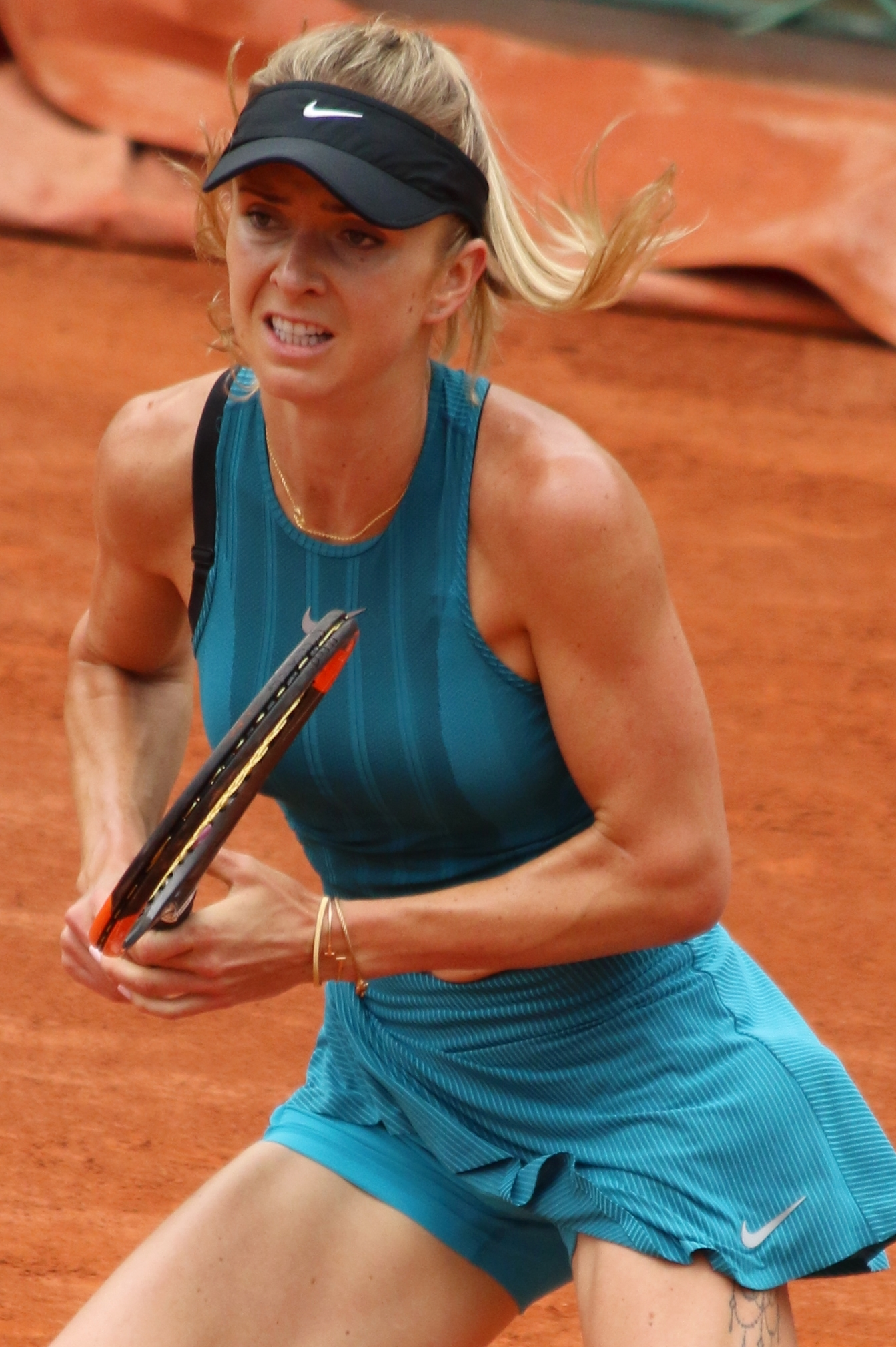
Svitolina tại Giải quần vợt Pháp Mở rộng 2018

Svitolina bắt đầu mùa giải 2018 với danh hiệu Brisbane International, đánh bại tay vợt vượt qua vòng loại Aliaksandra Sasnovich trong trận chung kết. Cô sau đó tham dự Giải quần vợt Úc Mở rộng và được xếp loại hạt giống số 4. Cô gặp tay vợt vượt qua vòng loại Ivana Jorović và thắng sau 2 set đấu. Trong trận đấu với Kateřina Siniaková, Svitolina thắng sau 3 set đấu. Cô sau đó thắng 2 tay vợt vượt qua vòng loại Marta Kostyuk và Denisa Allertová để lần đầu tiên vào vòng tứ kết Giải quần vợt Úc Mở rộng trước khi cô bị đánh bại bởi Elise Mertens sau 2 set đấu.
Danh hiệu thứ 11 trong sự nghiệp của Svitolina là tại Dubai khi cô bảo vệ thành công danh hiệu, đánh bại Daria Kasatkina trong trận chung kết. Sau khi thua trước Carla Suárez Navarro ở vòng 3 tại Indian Wells, cô đã có thành tích tốt nhất của mình tại Miami, vào vòng tứ kết trước khi thua trước tay vợt á quân sau đó Jeļena Ostapenko sau 2 set đấu.
Mặc dù thất bại ở vòng 2 tại Madrid trước Suárez Navarro, Svitolina đã lần thứ 2 giành danh hiệu Internazionali BNL d'Italia, đánh bại hạt giống số 1 Simona Halep sau 2 set đấu. Tại Giải quần vợt Pháp Mở rộng, Svitolina giành chiến thắng trước Ajla Tomljanović và Viktória Kužmová, trước khi bị loại ở vòng 3 bởi Mihaela Buzărnescu.
Cô bắt đầu mùa giải sân cỏ tại Birmingham, thua trước Buzărnescu ở vòng tứ kết.. Svitolina sau đó bị loại ở vòng 1 tại giải Wimbledon bởi nhà vô địch Mallorca Tatjana Maria.
Trong US Open Series, cô vào vòng bán kết tại Montréal, giải đấu mà cô là đương kim vô địch, và vào vòng tứ kết tại Cincinnati, thua trước nhà vô địch sau đó Kiki Bertens. Cô lần thứ 2 vào vòng 4 tại Giải quần vợt Mỹ Mở rộng, thua trước Anastasija Sevastova sau 3 set đấu.
Svitolina tiếp tục mùa giải tại sân cứng châu Á, với trận đấu đầu tiên thua trước Aryna Sabalenka, nhà vô địch sau đó tại Vũ Hán, và Aleksandra Krunić tại Bắc Kinh, mặc dù thắng 6–0 trong set đầu, và dẫn 3–0 trong set tiếp theo. Tại Hong Kong, cô thua trước Wang Qiang ở vòng tứ kết, và với quyết định của Svitolina là không thi đấu trong tuần cuối cùng của năm tại Moscow hoặc Luxembourg City, nghĩa là vòng loại WTA Finals ở Singapore sẽ tùy thuộc vào kết quả thi đấu của Karolína Plíšková và Kiki Bertens ở Moscow. Plíšková thua ở vòng 2 và đảm bảo cho Svitolina đến Singapore dự năm thứ hai liên tiếp.
Là hạt giống số 6, cô nằm tại Bảng Trắng, cùng với đương kim vô địch Caroline Wozniacki, và 2 tay vợt người Cộng hòa Séc Plíšková và Petra Kvitová. Cô thắng cả ba trận đấu ở vòng bảng, kết thúc chuỗi 7 trận thua trước Kvitová, đánh bại sau 2 set. Cô sau đó thắng cả Plíšková và Wozniacki sau 3 set để vào vòng bán kết với Plíšková. Cô đánh bại Kiki Bertens ở vòng bán kết sau 3 set. Trong trận chung kết, cô đánh bại Sloane Stephens 3–6, 6–2, 6–2, để lần đầu tiên vô địch giải đấu. Svitolina kết thúc năm với vị trí số 4.

### 2019
Svitolina bắt đầu mùa giải 2019 tại Brisbane; cô không thể bảo vệ thành công danh hiệu sau khi thua trước Aliaksandra Sasnovich.
Là hạt giống số 6 tại Giải quần vợt Úc Mở rộng, cô đánh bại tay vợt vượt qua vòng loại Viktorija Golubic, Viktória Kužmová, Zhang Shuai, và hạt giống số 17 Madison Keys để lần thứ 2 liên tiếp vào vòng tứ kết tại Giải quần vợt Úc Mở rộng. Tuy nhiên, cô bị ảnh hưởng bởi chấn thương cổ và vai và bị đánh bại bởi hạt giống số 4 và nhà vô địch sau đó Naomi Osaka sau 2 set đấu. Svitolina sau đó vào vòng bán kết tại Doha, thua trước Simona Halep, và tại Dubai, khi cô là đương kim vô địch 2 lần, thua trong loạt tiebreak ở set cuối trước nhà vô địch sau đó Belinda Bencic.
Cô lọt vào vòng bán kết tại Indian Wells. Trong trận bán kết giải Premier Mandatory đầu tiên sau năm 2016, Svitolina thua sau 3 set đấu trước tay vợt được đặc cách 18 tuổi và là nhà vô địch sau đó Bianca Andreescu. Sau đó, tại giải Miami Open, cô thua ở vòng 2 trước Wang Yafan. Svitolina sau đó tiết lộ rằng cô đã phải vật lộn với cơn đau đầu gối trong vài tuần, và thông báo cô sẽ nghỉ ngơi một thời gian ngắn để hồi phục.
Svitolina bắt đầu mùa giải sân đất nện với trận thua trước Pauline Parmentier tại Madrid và trước Victoria Azarenka tại Rome, khi cô là đương kim vô địch 2 lần, và đã có một match point sau khi dẫn 5–2 ở set cuối. Tại Giải quần vợt Pháp Mở rộng, Svitolina bị đánh bại bởi nhà vô địch giải đấu năm 2016, Garbiñe Muguruza.
Sau khi thua ở vòng mở màn ở cả Birmingham và Eastbourne, Svitolina đã tiến tới trận bán kết Grand Slam đầu tiên của mình tại Wimbledon với những chiến thắng trước Daria Gavrilova, Margarita Gasparyan, Maria Sakkari, Petra Martić và Karolína Manyová, trở thành tay vợt người Ukraine đầu tiên làm được. Ở đó, cô phải đối mặt với nhà vô địch Simona Halep và bị đánh bại 6-1, 6-3.
Mùa giải tại sân cứng Bắc Mỹ của Svitolina bắt đầu tại San Jose, nơi cô là hạt giống hàng đầu, cô đối đầu tay vợt Maria Sakkari ở tứ kết. Sau đó, cô gặp tay vợt Sofia Kenin ở cả tứ kết Toronto và Vòng 1/16 tại Cincinnati. Bước vào US Open 2019 với tư cách hạt giống số 5, Svitolina đã đánh bại Whitney Osuigwe, Venus Williams, Dayana Yastremska và Madison Keys để lọt vào tứ kết US Open đầu tiên của cô. Ở đó, cô đã đánh bại Johanna Konta trong các ván đấu thẳng để giành một vị trí trong trận bán kết Grand Slam thứ hai liên tiếp. Sau đó, cô đã bị Serena Williams đánh bại. Sau đó, cô trở lại vị trí thứ ba cao nhất trong sự nghiệp của mình.
Svitolina lọt vào ba trận tứ kết liên tiếp ở châu Á, thua Kristina Mladenovic ở Trịnh Châu, cuối cùng là á quân ở Vũ Hán và Kiki Bertens ở Bắc Kinh. Mặc dù không thể lọt vào một trận chung kết trong mùa giải, sự nhất quán chung của Svitolina đã cố gắng đảm bảo vị trí của cô như hạt giống thứ tám tại WTA Final ở Thâm Quyến trong năm thứ ba liên tiếp. Cô vào Nhóm Tím cùng với Karolína Plíšková, nhà vô địch US Open Bianca Andreescu, người sau đó được thay thế bởi Sofia Kenin và nhà vô địch Wimbledon Simona Halep. Svitolina đứng đầu nhóm của mình, chiến thắng cả ba trận đấu mà không thua cuộc một trận đấu nào. Trận đấu bán kết của cô với Belinda Bencic đã bị cắt ngăn khi Bencic nghỉ thi đấu vì chấn thương ở chân khi tỷ số là 4-1 trong trận chung kết, có nghĩa là Svitolina sẽ tiến vào trận chung kết trong năm thứ hai liên tiếp, cũng như trận chung kết đầu tiên của cô kể từ khi chiến thắng danh hiệu vào năm 2018. Tuy nhiên, cô đã thất bại trong việc bảo vệ danh hiệu của mình khi cô đã thua liên tiếp trước Ashleigh Barty. Điều này có nghĩa là Svitolina đã không giành được một danh hiệu nào trong một năm kể từ lần đầu tiên kể từ năm 2012.

### 2020
Tại giải đấu đầu tiên trong năm 2020 của cô ở Brisbane, Svitolina thua ngay ở vòng đầu tiên trước Danielle Collins. Tại Úc Mở rộng, Svitolina đánh bại Katie Boulter và Lauren Davis, trước khi thua Garbiñe Muguruza. Svitolina thất bại ở tứ kết tại Hua Hin trước Nao Hibino, vòng đầu tiên của cả Dubai trước Jennifer Brady và Doha trước Amanda Anisimova. Sau đó, cô thi đấu tại giải Monterrey Open và giành được danh hiệu, cô đánh bại Marie Bouzková trong trận chung kết.

## Cuộc sống cá nhân
Svitolina đã kết hôn với tay vợt ATP Gaël Monfils. Họ bắt đầu mối quan hệ vào năm 2019, tuyên bố đính hôn vào ngày 3 tháng 4 năm 2021 và kết hôn vào ngày 16 tháng 7 năm 2021. Svitolina không có kế hoạch đổi họ của mình với ITF thành Monfils khi cô đang là một tay vợt còn đang thi đấu; tuy nhiên, cô sử dụng tên "Elina Monfils" trên hồ sơ mạng xã hội của mình.
Vào ngày 15 tháng 5 năm 2022, Svitolina và Monfils thông báo rằng họ đang mong đợi đứa con đầu lòng của họ là một bé gái. Vào ngày 15 tháng 10, họ chào đón con gái Skaï Monfils và thông báo điều đó trên tài khoản xã hội của họ.
Cô từng hẹn hò với ngôi sao cricket người Anh Reece Topley.

## Lối đánh, vợt, và huấn luyện viên
Svitolina được huấn luyện bởi Sébastien Mathieu từ năm 2013 đến năm 2014. Cô sau đó làm việc với Iain Hughes trong hai năm rưỡi, và chọn chia tay ông vào tháng 11 năm 2016. Vào tháng 2 năm 2016, cô bổ nhiệm cựu tay vợt số 1 thế giới Justine Henin làm thành viên trong đội ngũ huấn luyện của mình. Vào cuối năm 2016, Svitolina thông báo Gabriel Urpí sẽ là huấn luyện viên mới của cô, với Thierry Ascione thay thế Henin làm cố vấn huấn luyện mới của cô. Ascione đã huấn luyện Svitolina đến Giải quần vợt Mỹ Mở rộng 2018, và cô đã bắt đầu làm việc với Nick Saviano, trong khi vẫn đi cùng hàng tuần bởi Andrew Bettles.
Svitolina có một lối chơi cơ bản hoàn chỉnh và chủ yếu là phòng thủ. Cô có thể từ phòng thủ chuyển thành tấn công khi có cơ hội. Động tác của cô rất phù hợp và được đánh với sức từ trung bình đến mạnh. Cú trái tay của cô là mạnh hơn cả, đặc biệt là ở tuyến dưới, và khi chạy, nhưng cả hai cú chạm đất của cô đều chạm sân. Cô di chuyển tốt xung quanh mặt sân và có khả năng đánh những cú rất chính xác khi chạy. Cô đã cải thiện cú serve của mình vào mùa giải 2016 và 2017, trở thành một trong những tay vợt của service points won vào năm 2018. Cô được biến đến với nỗ lực đỡ những quả volley trên lưới. Tuy nhiên, cô có phản ứng tốt và có khả năng tăng tốc tốt trên sân để xử lý với những quả bóng ngắn. Mặt sân cô thích nhất là sân cỏ và sân đất nện.
Svitolina dùng vợt Wilson và được tài trợ bởi Nike, trước đây được tài trợ bởi công ty áo sơ mi thun thể thao Ý Ellesse và công ty áo sơ mi thun Pháp Lacoste.

## Thống kê sự nghiệp

### Chung kết WTA Championships
| Kết quả | Năm  | Giải đấu              | Mặt sân  | Đối thủ         | Tỷ số         |
| ------- | ---- | --------------------- | -------- | --------------- | ------------- |
| Vô địch | 2018 | WTA Finals, Singapore | Cứng (i) | Sloane Stephens | 3–6, 6–2, 6–2 |

### Grand Slam
| VĐ | CK | BK | TK | V# | RR | Q# | A | NH |

| Giải đấu     | 2011 | 2012 | 2013 | 2014 | 2015 | 2016 | 2017 | 2018 | 2019 | 2020 | SR     | T–B   |
| ------------ | ---- | ---- | ---- | ---- | ---- | ---- | ---- | ---- | ---- | ---- | ------ | ----- |
| Úc Mở rộng   | A    | A    | V1   | V3   | V3   | V2   | V3   | TK   | TK   | V3   | 0 / 8  | 17–8  |
| Pháp Mở rộng | VL1  | VL2  | V2   | V2   | TK   | V4   | TK   | V3   | V3   |      | 0 / 7  | 16–7  |
| Wimbledon    | A    | VL1  | V1   | V1   | V2   | V2   | V4   | V1   | BK   |      | 0 / 7  | 10–7  |
| Mỹ Mở rộng   | A    | V1   | V2   | V1   | V3   | V3   | V4   | V4   | BK   |      | 0 / 8  | 16–8  |
| Thắng–Bại    | 0–0  | 0–1  | 2–4  | 3–4  | 9–4  | 7–4  | 12–4 | 9–4  | 5–2  | 2-1  | 0 / 30 | 59–30 |